# Stazione di Portimão
La stazione di Portimão (in portoghese Estação Ferroviária de Portimão) è la stazione ferroviaria della cittadina portoghese di Portimão.

## Storia
La stazione fu aperta al traffico il 30 luglio 1922.